# Mamilla Mall
Mamilla Mall, numit și Alrov Mamilla Avenue, este o stradă comercială de lux și singurul mall în aer liber din Ierusalimul de Vest. Situat la nord-vest de Poarta Jaffa, mall-ul constă dintr-o promenadă pietonală cu o lungime de 610 m, numită Bulevardul Alrov Mamilla, mărginită de 140 de magazine, restaurante și cafenele și spații de birouri la etajele superioare. Se află pe o parcare subterană cu mai multe etaje pentru 1.600 de mașini și autobuze, precum și un terminal de autobuze. Proiectat de Moshe Safdie⁠(d) și dezvoltat de Alrov Properties and Lodgings Ltd. din Tel Aviv, mall-ul încorporează fațadele clădirilor din secolul al XIX-lea din strada originală Mamilla, precum și structurile originale ale Mănăstirii Sf. Vincent de Paul, Stern House și Clark House.
Mall-ul face parte din cartierul Alrov Mamilla, o dezvoltare cu utilizare mixtă de 400 de milioane de dolari care include și 11 ha. Printre proiectele de condominiu de lux David's Village, Hotel David Citadel, Hotel Alrov Mamilla și parcarea Karta. În timp ce proiectul general a fost aprobat de municipalitate la începutul anilor 1970, iar majoritatea condominiilor și hotelul David Citadel au fost finalizate în anii 1990, construcția mall-ului a fost amânată în repetate rânduri – mai întâi din cauza opoziției conservatorilor, ecologistilor și grupuri religioase și apoi din cauza unor dispute birocratice, litigii și arbitraj. Mall-ul a fost în sfârșit finalizat și deschis în etape din 2007 până în 2008, la treizeci și șapte de ani de la propunerea sa inițială.

## Magazine
În mall-ul Mamilla există o serie de mărci de top din lume, precum Tommy Hilfiger, Dior, Padani, The North Face, Adidas, Nike, Pierre Cardin Diesel, Swarovski, Rolex, Foot Locker, Mango, Zara, Stardivarius, Tous, Marccain, Columbia, H. stern, TopShop și multe altele.

## Așezare
Mamilla Mall rulează perpendicular pe Zidurile Vechi Ale Orașului între Drumul Jaffa și strada Yitzhak Kariv. Se deschide spre intersecția străzilor regele Solomon, Regele David și Agron la capătul său nordic și Poarta Jaffa la capătul său sudic.

## Istorie

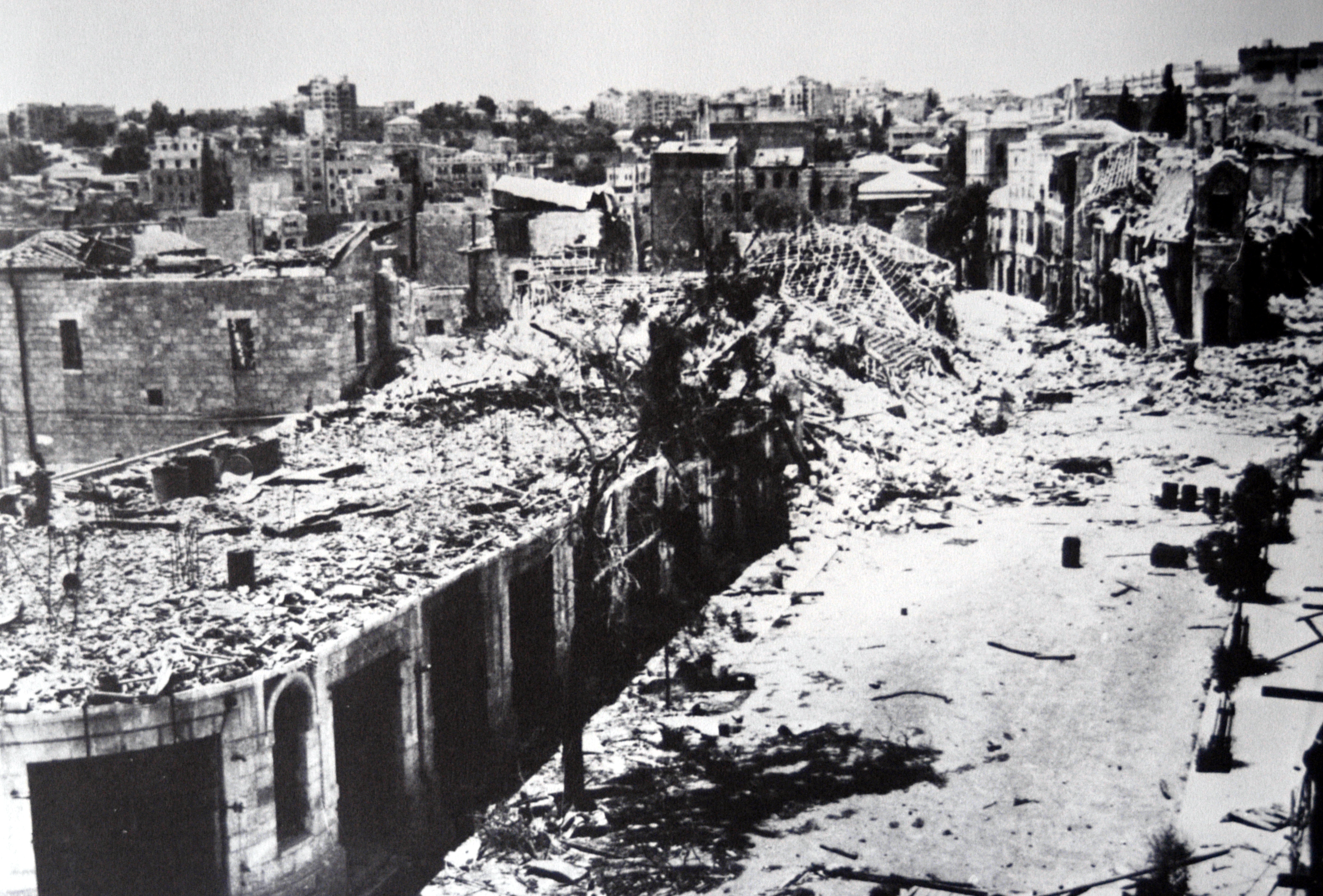
Ruinele străzii comerciale Mamilla după Războiul Arabo-Israelian Din 1948

Strada originală Mamilla se extindea de la Piscina Mamilla până la Poarta Jaffa.  De-a lungul acestei străzi, arabii bogați au construit case, birouri și magazine în anii 1800.  Spre sfârșitul secolului al XIX-lea, și mai ales în perioada mandatului britanic, strada a devenit un cartier comercial la modă.  Atât oamenii de afaceri arabi, cât și evrei au operat magazine de lux pentru mobilier, textile, articole de uz casnic, artă, fotografie și showroom-uri de automobile.
Ca răspuns la anunțul Planului de Partiționare al Națiunilor Unite, mafioții arabi au luat cu asalt strada Mamilla pe 2 decembrie 1947, jefuind și dând foc la 40 de magazine deținute de evrei. Comercianții evrei au fugit din zonă, care a fost apoi bombardată în timpul războiului arabo-israelian din 1948. Odată cu încetarea ostilităților, zona a devenit un pământ al nimănui, împărțind Orașul Vechi ocupat de Iordanieni de Ierusalimul de Vest evreiesc, până când a fost semnat un armistițiu în 1952.  În anii 1950, familiile sărace de imigranți sefarzi și comercianții au preluat ocuparea orașului. clădirile abandonate, iar atelierele și garajele de reparații auto au înlocuit fostele magazine. 
În 1970, municipalitatea din Ierusalim a propus să revizuiască zona asemănătoare mahalalei și să o înlocuiască cu o dezvoltare mixtă de locuințe de lux, hoteluri și magazine. Primarul Teddy Kollek le-a cerut arhitecților Moșe Safdie și Gilbert Weil să elaboreze un plan. Cei doi au depus o schemă „grandiosă” care prevedea construirea unui sistem de trafic subteran, clădiri supraterane, o promenadă pietonală, parcare pentru 1.000 de mașini și un terminal de autobuze. Toate clădirile istorice ale Mamillei, cu excepția Mănăstirii Sf. Vincent de Paul, vor fi demolate conform planului. Scopul declarat a fost acela de a crea un „pod viu” care să lege Orașul Vechi de Orașul Nou al Ierusalimului.
În timp ce planul a fost aprobat de oraș în 1972, a stârnit o opoziție puternică din partea grupurilor conservatori, ecologiste și religioase. Ca răspuns la obiecții, departamentul de urbanism al orașului a înaintat un proiect la scară redusă care cere un sistem de trafic deasupra solului, o piață pietonală în fața porții Jaffa, păstrarea fațadelor de-a lungul străzilor Mamilla și King Solomon și demolarea clădirilor istorice. clădiri numai în inima văii Mamilla. Deși Safdie a încorporat aceste sugestii într-un nou plan înaintat în 1976, opoziția a continuat fără încetare de organisme precum Comisia districtuală de planificare a Ierusalimului, Asociația Comercianților din Ierusalim și Consiliul pentru un Israel frumos. Cu toate acestea, în anii 1970, orașul a cheltuit 130 de milioane NIS pentru a muta peste 700 de familii din Mamilla în cartierele Neve Yaakov, Pisgat Ze'ev, Katamon și Baka. Atelierele și garajele au fost mutate în Talpiot, unde au format nucleul zonei industriale în curs de dezvoltare Talpiot.
Grupul Ladbroke din Londra, care a câștigat licitația inițială pentru dezvoltarea proiectului Mamilla în 1989, s-a retras la începutul anilor 1990, iar dezvoltarea a fost predată lui Alfred Akirov de la Grupul Alrov din Tel Aviv. În anii 1990, Akirov a finalizat 120 de unități din cele 200 planificate în complexul de condominii David's Village și Hotelul David Citadel. Dar construcția mall-ului a fost întârziată din nou și din nou din cauza disputelor birocratice, litigiilor, arbitrajului și intervenției politice a miniștrilor guvernamentali israelieni, deoarece Akirov și firma de dezvoltare deținută de guvern, Karta, s-au înfruntat cap la cap cu privire la drepturile de construcție, responsabilitățile, si compensații. În anii 1990, Akirov a schimbat planul aprobat pentru arcade acoperite de pe promenada pietonală cu arcade în aer liber, adăugând 2.000 de metri pătrați de spațiu comercial; de asemenea, a făcut eforturi pentru ca lângă Mănăstirea Sf. Vincențiu de Paul să fie instalat un complex de divertisment cu nouă cinematografe, idee pe care orașul o opusese cu veto cu ani în urmă. (În urma protestului evreilor ortodocși, Akirov a anulat complexul cinematografic. ) Când guvernul a refuzat să aprobe modificările de zonare ale lui Akirov, Akirov a dat în judecată Karta și a înghețat construcția mall-ului timp de câțiva ani, lăsând o serie de clădiri pe jumătate terminate și macarale de construcție la vedere clară asupra Porții Jaffa și a zidurilor orașului vechi.
În August 2006, Curtea Districtuală din Ierusalim a confirmat trei hotărâri anterioare de arbitraj și a ordonat Karta să plătească Akirov 100 de milioane de shekeli pentru întârzierile proiectului. Akirov a reluat construcția și a deschis centrul în etape din 2007 până în 2008, închiderea unui proiect de 37 de ani care în mod normal ar fi trebuit să dureze cinci până la zece ani. Hotelul Alrov Mamilla Jerusalem, cu 194 de camere, ancorat pe partea de nord a mall-ului, a fost deschis în iunie 2009.

## Arhitectură

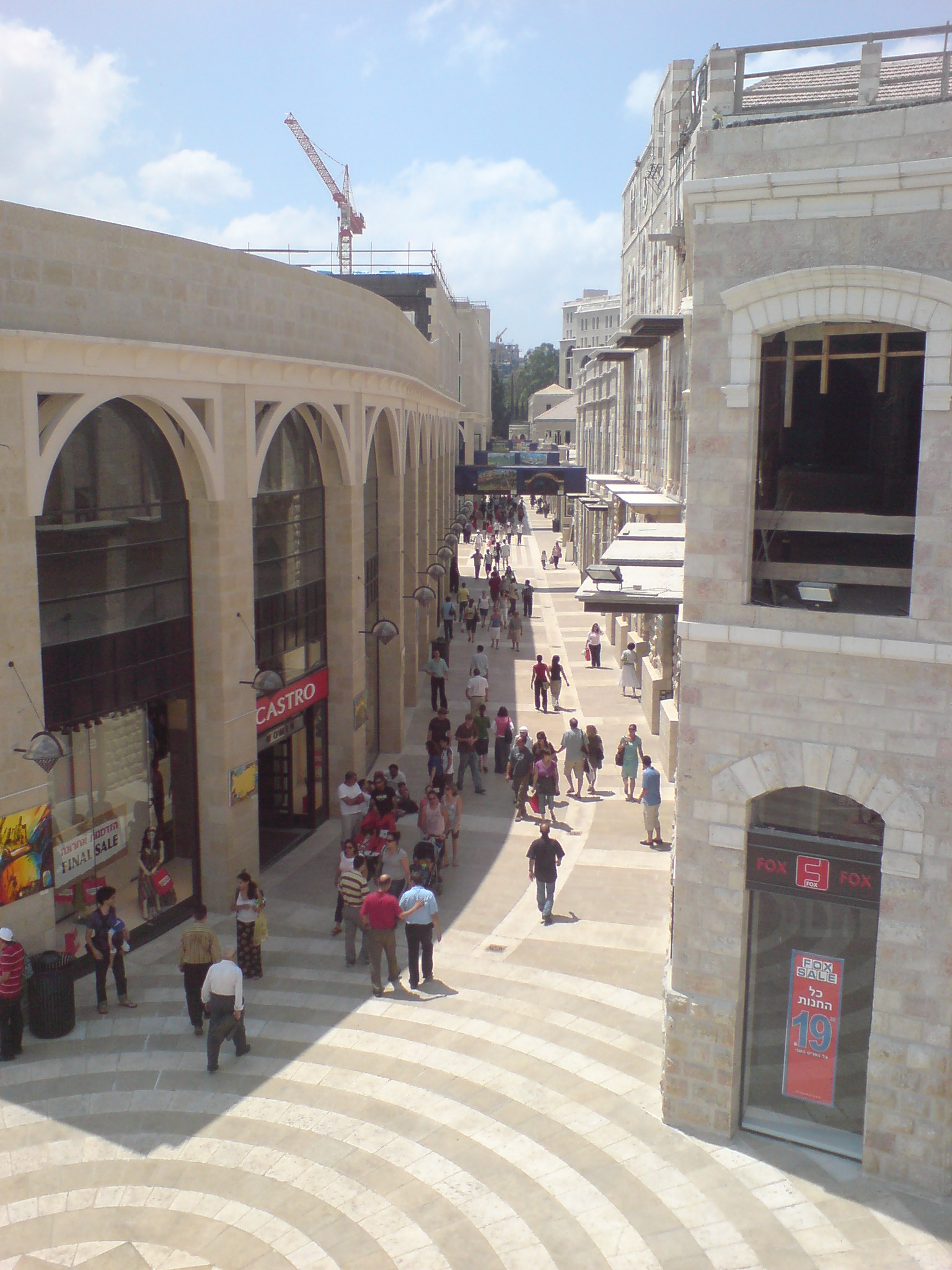
Construcție nouă (stânga) și istorică fațade (dreapta) în Mamilla Mall

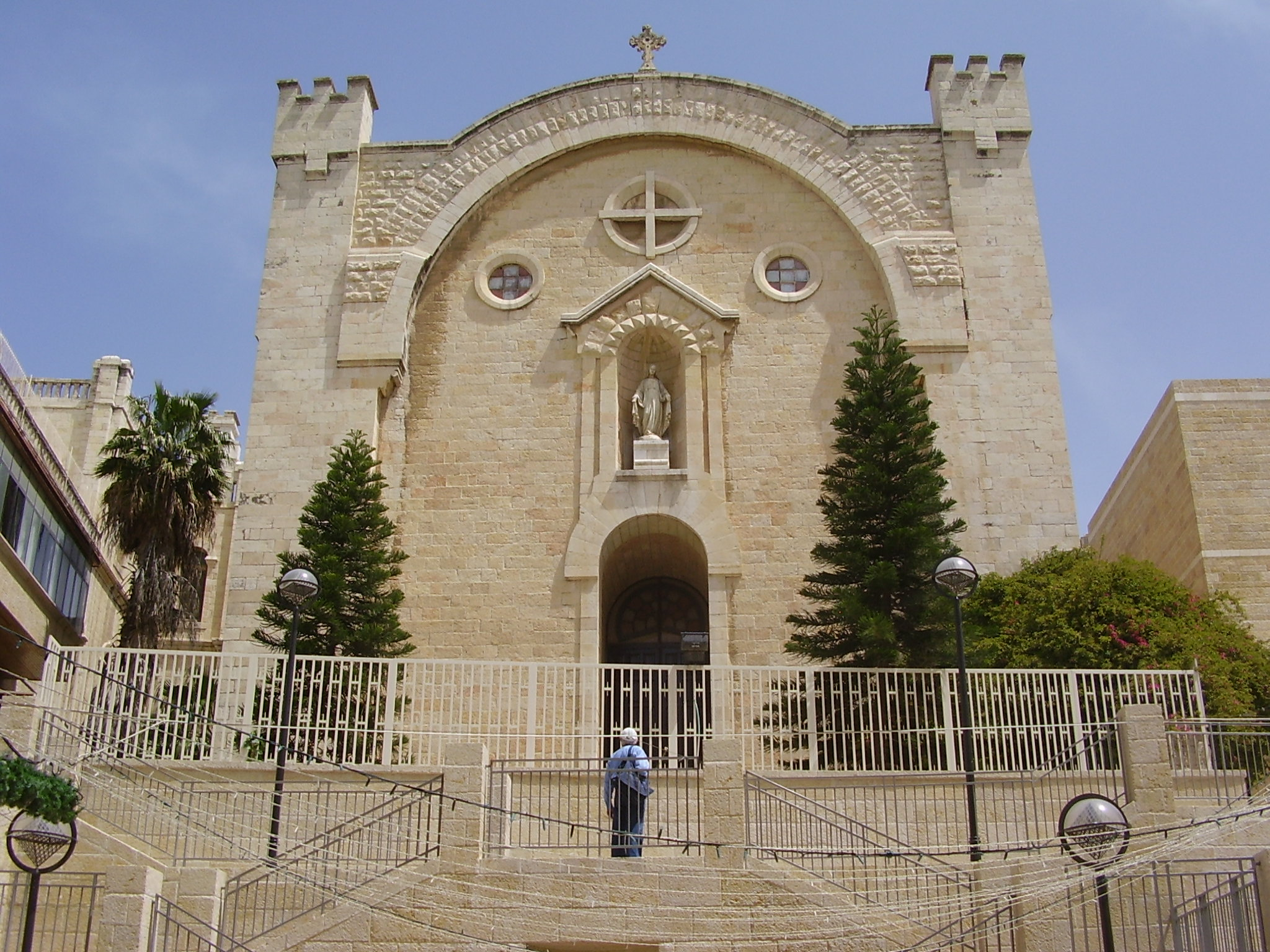
Mănăstirea Sf. Vincent De Paul

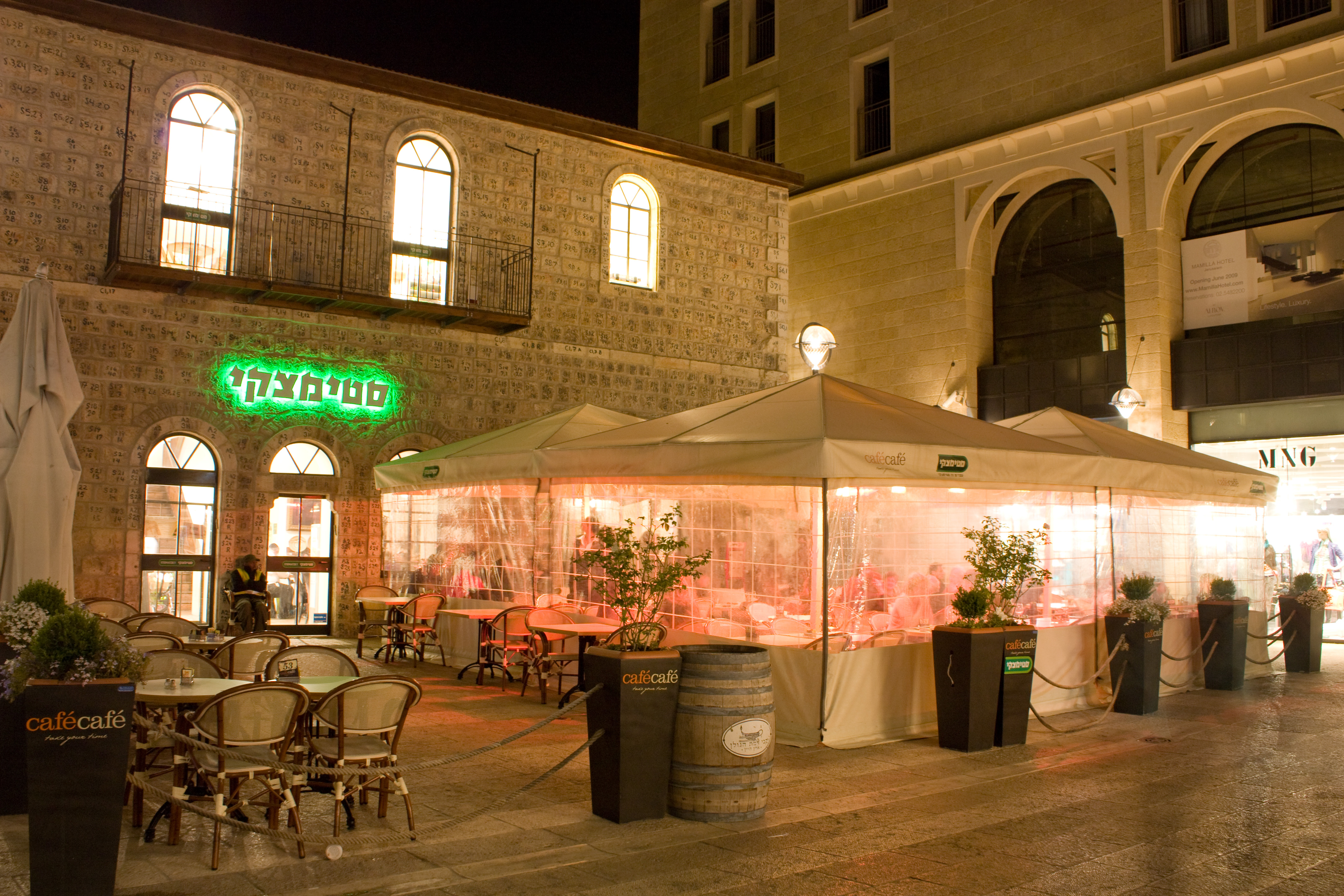
Casa Stern

Mamilla Mall, împreună cu celelalte componente ale cartierului Alrov Mamilla, a fost proiectat de arhitectul israelian Moshe Safdie⁠(d). Având în vedere importanța istorică și arheologică a zonei, Safdie a optat să îmbine mall-ul în împrejurimile sale, mai degrabă decât să introducă un design contemporan. În acest scop, a ales materiale și stiluri de construcție asemănătoare cu cele din cartierul istoric Mamilla – și anume, construcția din blocuri de zidărie și o predominanță a arcadelor. Fațadele îndepărtate⁠(d) din clădirile din secolul al XIX-lea de pe strada originală Mamilla au fost amplasate pe o nouă construcție în mall.

Safdie a comentat sarcina dinaintea lui, scriind:
Având în vedere capcanele intervențiilor din Centrul orașului în altă parte, aș putea face mai bine? Aș putea oferi parcare fără a crea pereți de garaje de parcare de-a lungul străzilor urbane? Aș putea organiza bazarele pline de viață ale orașului vechi pentru a forma un continuum cu alte străzi comerciale din district? Aș putea crea un nou centru care să se potrivească cu orașul în jurul întregului său perimetru? Aș putea, în calitate de arhitect, să garantez un caracter cu adevărat public pe străzile și piețele din Mamilla și să evit ambianța privatizată a atâtor mall-uri urbane?
Mai multe clădiri istorice au fost integrate în designul mall-ului. Acestea sunt:
- Clark House, o structură din 1898 construită de evangheliștii americani care trăiesc în Ierusalim.[6] Clădirea se află pe locul inițial și a fost renovată de firma de arhitectură.[24]
- Mănăstirea Sf. Vincențiu de Paul, administrată de Fiicele Carității, un ordin de călugărițe franceze. Găzduind un orfelinat, un cămin de bătrâni și un adăpost pentru persoanele cu handicap mintal și fizic, a fost prima structură care a fost ridicată pe strada Mamilla, în 1886. [25] Și aceasta ocupă locul inițial.
- Stern House, o casă privată în care liderul sionist Theodor Herzl a cazat peste noapte în timpul vizitei sale din 1898 la Ierusalim.[9] Casa devenise un altar sionist, camera în care dormea Herzl fiind predată fotografiilor și suvenirelor din viața lui Herzl.[13] Deși casa a fost grav avariată în războiul din 1948, conservatorii au câștigat un proces la Curtea Supremă din Israel pentru a o salva de la demolare.[26][19] Casa din blocuri de zidărie cu două etaje, situată inițial pe strada Mamilla nr. 18, [13][27] a fost demontată cărămidă cu cărămidă și depozitată timp de zece ani până când constructorii au fost gata să o remonteze pe bulevardul Alrov Mamilla.[26][9][18] Safdie a lăsat numerele colorate pe fațadele din cărămidă ale acestei case și ale altor case conservate pentru a sublinia natura de conservare a lucrării.[18] Casa Stern găzduiește în prezent un restaurant, un bar și o librărie Steimatzky⁠(d) .
- Alte șapte clădiri din secolul al XIX-lea au fost demontate, depozitate și reconstruite de-a lungul promenadei.[7]

Clădirile de-a lungul Bulevarului Alrov Mamilla sunt distanțate neregulat, mai degrabă decât în linie continuă. Zonele deschise dintre clădiri găzduiesc diferite tipuri de zone publice, în timp ce spațiile în sine oferă vederi asupra reperelor istorice dincolo de bulevard, cum ar fi Turnul lui David și Poarta Jaffa. Clădirile care mărginesc bulevardul variază în înălțime de la trei până la șase etaje, cu etajele mai înalte situate înapoi de linia străzii. Există, de asemenea, un atrium cu două etaje, care găzduiește magazine și restaurante.
Mall-ul se află deasupra unui garaj de parcare cu șase etaje, cu spațiu pentru 1.600 de mașini și 60 de autobuze. Din exterior, structura supraterană apare ca o serie de terase etajate revărsate de verdeață. Luminatoarele construite în terase admit lumină naturală la fiecare nivel de parcare. În afara intrărilor în garaj stau terminale pentru autobuzele urbane.

Safdie scrie:
Asemenea centrelor urbane din alte părți, Mamilla cuprinde o combinație de utilizări, dar nici măcar structurile comerciale care se confruntă cu strada pietonală nu își dau niciodată spatele orașului. Dimpotrivă, apartamentele și birourile sunt accesate de pe străzile din jur. Parcarea nu este niciodată vizibilă. Cele două mii de locuri de parcare și terminalul principal de autobuz din Mamilla se încadrează sub strada Mamilla, încadrate cu grijă în topografie, astfel încât toți pereții exteriori devin parcuri terasate atent plantate, care leagă valea istorică și parcul național cu străzile pietonale de deasupra. ... Mamilla va părea să fi fost împletită în țesătura istorică a Ierusalimului. Consider asta ca un proiect de reparare invizibilă, în sensul că fiecare fir de țesătură – fiecare alee, fiecare stradă, fiecare masă de clădire existentă – își găsește o continuitate și un contrapunct în proiectul care a fost construit în mijlocul ei.

## Retail

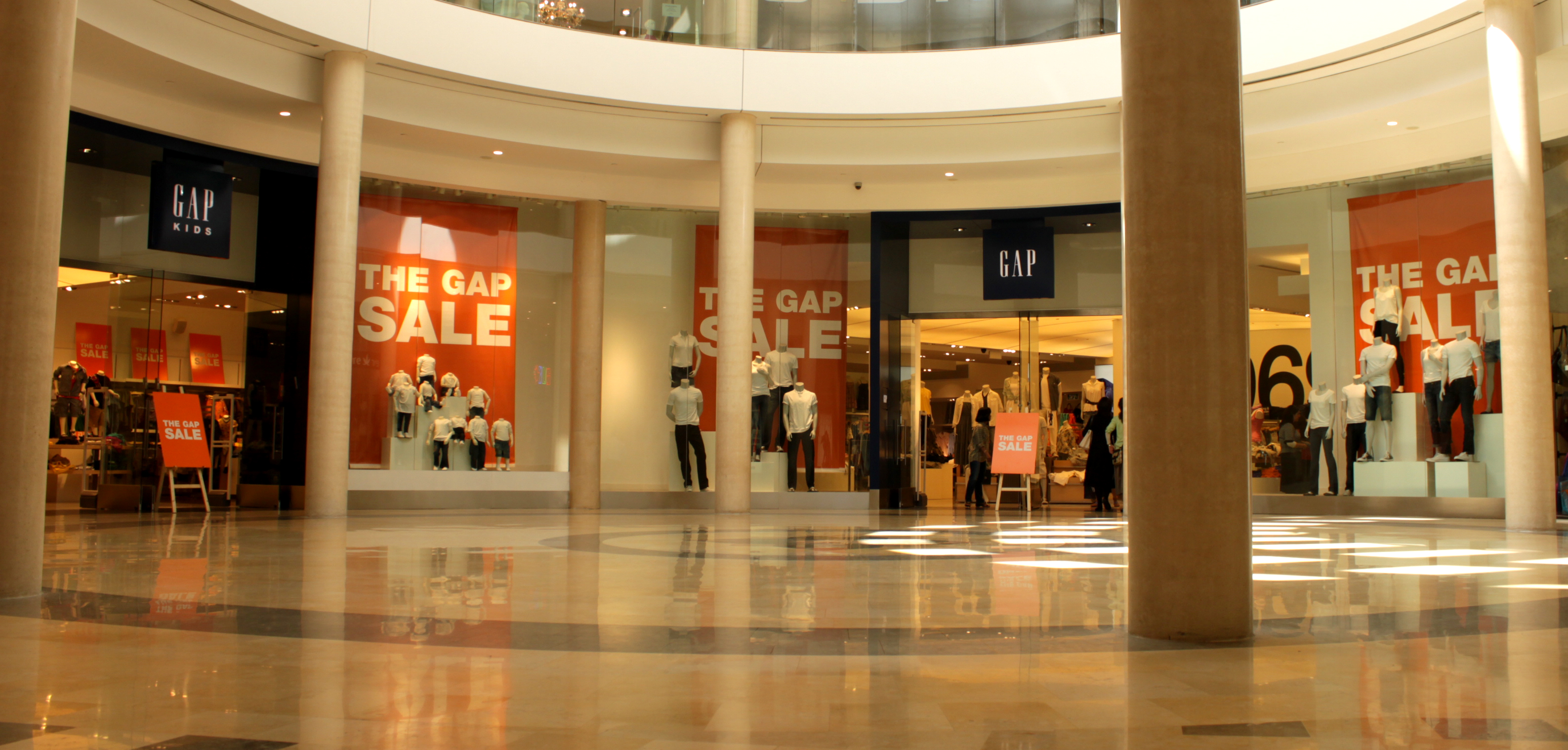
Magazin Gap în mall

Mamilla Mall conține 28,000 m2 de spatiu comercial. Cele 140 de magazine ale sale atrag toate straturile economice, de la lanțurile internaționale de vârf Tommy Hilfiger⁠(d) și Abercrombie & Fitch ; la buticuri de designeri israelieni precum Castro, Dorin Frankfurt și Ronen Chen⁠(d) ; la restaurante de gamă medie și o farmacie „în stil supermarket”. Există numeroase lanțuri de magazine care vând modă și produse cosmetice, precum și magazine de cadouri și suveniruri. Magazinul Gap, care s-a deschis în mall în august 2009, este primul magazin al lanțului din Israel. Printre cafenele se numără filialele Café Rimon⁠(d), Aroma Espresso Bar⁠(d) și Spaghettim. 
Datorită diversității unităților de retail, mall-ul atrage o secțiune transversală largă de rezidenți și turiști israelieni. Printre aceștia se numără evrei laici și religioși, creștini, musulmani, călugări armeni, cupluri tinere, familii și studenți. La apogeul sezonului de vară și turistic din iulie și August, aproximativ 20.000 de oameni vizitează zilnic mall-ul.

## Expoziții și evenimente

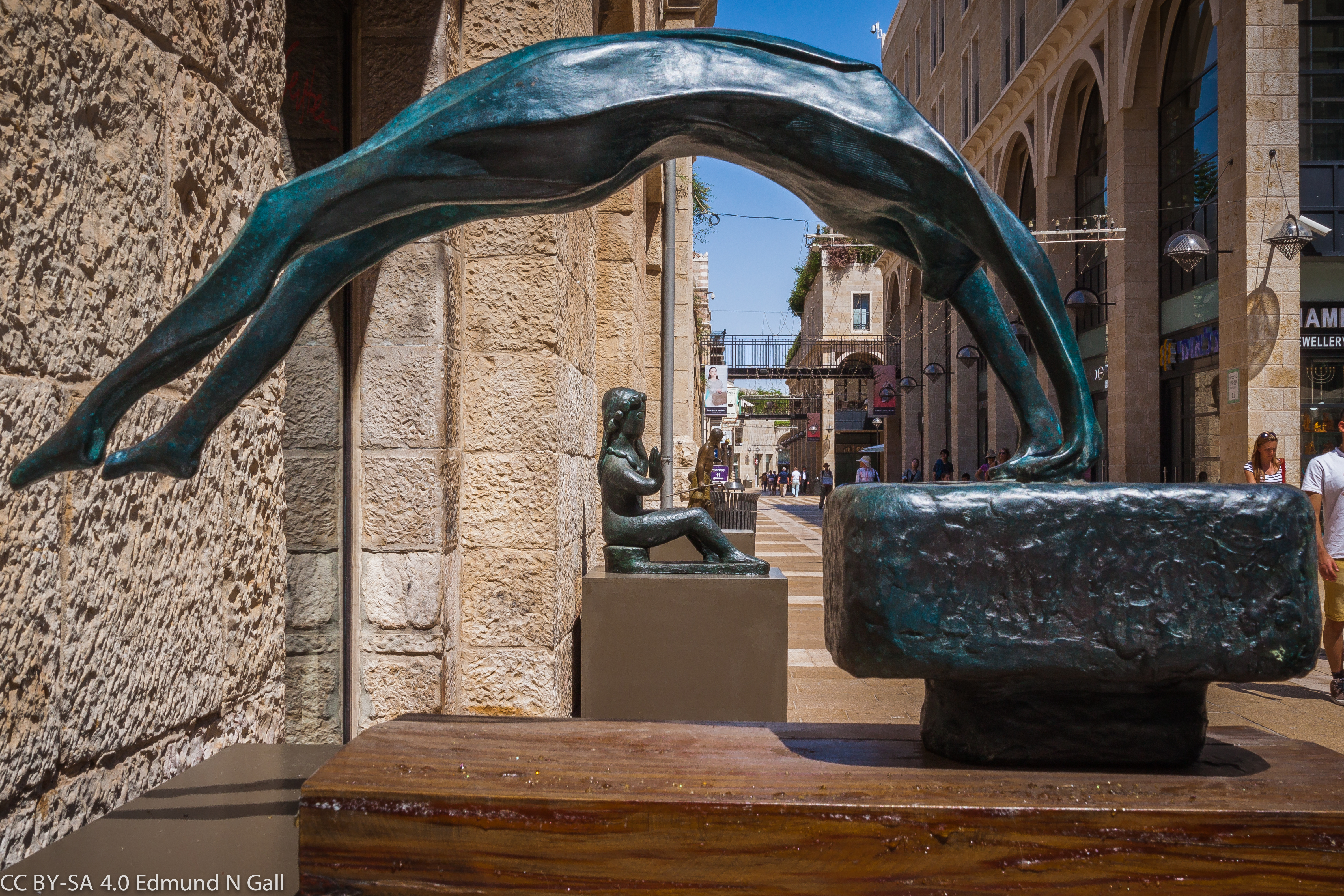
Sculpturi expuse de-a lungul promenadei

Pentru a face apel la baza sa largă de consumatori, grupul Alrov prezintă exponate temporare de sculptură și artă de-a lungul promenadei. Toate piesele sunt făcute de artiști locali, iar cele mai multe sunt de vânzare. În timpul verii și a sărbătorilor evreiești, mall-ul găzduiește concerte gratuite, spectacole de stradă, dansuri populare, și activități de familie. În timpul Hanuka, a Habad, ceremonia de aprindere a lumânărilor are loc aici în fiecare noapte.
Mall-ul a devenit un loc popular pentru flash mobs, inclusiv cele organizate de organizații non-profit pentru a crește gradul de conștientizare pentru activitățile lor.

## Tentativa de atac terorist
În august 2013, Șin Bet a descoperit un complot al membrilor Hamas din Ramallah și Ierusalim pentru a bombarda centrul comercial Mamilla Mall de Roș Hașana ; doi dintre suspecți erau angajați ca lucrători de întreținere la mall.